# 智慧型電表基礎建設
智慧型電表基礎建設（英語：Advanced Metering Infrastructure，縮寫為），是一個能源系統。它通過先進的設備，例如智慧型電表、水表、瓦斯表、溫度感測器，結合網路，進行即時的能源監測、使用、排程與測量。
建立智慧型電表基礎建設之後，就可以進一步實現智慧電網。